# Strike Ten
Strike Ten är det åttonde studioalbumet av den tyska hårdrocksgruppen Bonfire från 2001. Alla låtarna är skrivna av sångaren Claus Lessmann och gitarristen Hans Ziller, två av låtarna har även gitarristen Chris Lausmann hjälpt till att skriva samt en låt har de gamla Bonfire-medlemmarna Horst Maier-Thorn och Jörg Deisinger varit med och skrivit. Bonfire har aldrig legat på den amerikanska billboardlistan med Strike Ten.

## Låtlista
| Nr  | Titel                  | Kompositör                               | Längd |
| --- | ---------------------- | ---------------------------------------- | ----- |
| 1.  | Revelation Day         | Lessmann, Ziller                         | 0:41  |
| 2.  | Under Blue Skies       | Lessmann, Ziller                         | 5:36  |
| 3.  | Strike Back            | Lessmann, Ziller                         | 4:54  |
| 4.  | Down To Atlanta        | Lessmann, Ziller                         | 4:02  |
| 5.  | Southern Winds         | Lessmann, Ziller                         | 4:51  |
| 6.  | Good Time Rock N' Roll | Lessmann, Ziller                         | 5:01  |
| 7.  | Until the Last Goodbye | Lessmann, Ziller                         | 4:32  |
| 8.  | Diamonds In the Rough  | Lessmann, Ziller                         | 4:14  |
| 9.  | Damn You               | Lessmann, Ziller, Lausmann               | 4:21  |
| 10. | Anytime You Cry        | Lessmann, Ziller, Lausmann               | 5:35  |
| 11. | Too Much Hollywood     | Lessmann, Ziller                         | 5:06  |
| 12. | I Need You             | Lessmann, Ziller                         | 4:40  |
| 13. | Angel In White         | Lessmann, Ziller, Maier-Thorn, Deisinger | 4:01  |

## Bandmedlemmar
- Claus Lessmann - sång, bakgrundssång
- Hans Ziller - gitarr & bakgrundssång
- Chris Lausmann - gitarr, keyboard, bakgrundssång
- Uwe Köhler - bas, bakgrundssång
- Jürgen Wiehler - trummor, bakgrundssång